# Мерлара
Мерлара (итал. Merlara) — коммуна в Италии, располагается в провинции Падуя области Венеция.
Население составляет 2960 человек, плотность населения составляет 141 чел./км². Занимает площадь 21 км². Почтовый индекс — 35040. Телефонный код — 0429.
В коммуне 8 сентября особо празднуется Рождество Пресвятой Богородицы.